# Горошников, Иосиф Матвеевич
Иосиф Матвеевич Горошников (1918, Красноуфимск, Пермская губерния — 18 ноября 1972, Нижний Тагил, Свердловская область) — сотрудник органов Министерства внутренних дел СССР, полковник милиции, погиб при исполнении служебных обязанностей, кавалер ордена Красной Звезды (посмертно).

## Биография
Иосиф Матвеевич Горошников родился в 1918 году в городе Красноуфимске (ныне — Свердловская область). Трудовую деятельность начал в семнадцатилетнем возрасте. В 1938 году окончил школу финансово-банковских работников в городе Свердловске (ныне — Екатеринбург). В 1938 году Горошников был призван на службу в Рабоче-Крестьянскую Красную Армию. Демобилизовавшись в 1941 году, поступил на службу в органы внутренних дел СССР. На протяжении более чем тридцати лет Горошников прослужил в Управлении внутренних дел города Нижнего Тагила Свердловской области, пройдя путь до заместителя его начальника.
Принимал активное участие в раскрытии множества преступлений, в том числе особо опасных, а также в осуществлении мероприятий по охране общественного порядка. Исключительно положительно характеризовался по службе. На протяжении ряда лет возглавлял нижнетагильский уголовный розыск.
18 ноября 1972 года двадцатилетний местный житель по фамилии Сыромятников, работавший на Уралвагонзаводе, находясь в нетрезвом состоянии, совершил убийство своей бывшей невесты, вышедшей замуж, пока тот проходил срочную службу в рядах Советской Армии. Убийца забаррикадировался в родительской квартире, отказывался открывать дверь, а также произвёл несколько выстрелов из окна. Вернувшиеся с работы родители Сыромятникова вызвали милицию. Прибывший дежурный наряд был обстрелян преступником, два сотрудника получили ранения.
Через некоторое время на место преступления прибыл исполнявший в то время должность начальника городского управления внутренних дел полковник Иосиф Горошников, который лично принял на себя руководство операцией. После длительных и безуспешных переговоров с Сыромятниковым из дома были эвакуированы все жильцы. В ходе операции по обезвреживанию преступника милиционерам пришлось столкнуться с рядом трудностей — снайпер не мог выстрелить наверняка из-за высоких подоконников и толстых стен, а шашки со слезоточивым газом не привели к ожидаемому эффекту — преступник выбрасывал их обратно, едва только сотрудники забрасывали их в окна. Безуспешной оказалась и попытка выстрелить газовым снарядом из ракетницы — она привела к пожару, который вскоре был потушен. К ликвидации преступника был привлечён даже танк с экипажем из местной войсковой части. Операция сильно затянулась, в результате чего создалась дополнительная угроза — вскоре местные жители должны были идти на работу.
Полковник Горошников лично поднялся на лестничную площадку и выстрелил из пистолета в замок двери квартиры Сыромятникова. Позади неё оказалась массивная баррикада из мебели. Первоначально было решено запустить через неё служебную собаку, однако преступник смертельно ранил её. После этого огонь внутрь квартиры открыли автоматчики. Горошников, решив, что преступник убит или ранен, вошёл внутрь, и в этот момент затаившийся Сыромятников выстрелил в него из ружья, убив наповал. Спустя непродолжительное время убийца покончил с собой.
Указом Президиума Верховного Совета СССР полковник милиции Иосиф Матвеевич Горошников посмертно был удостоен ордена Красной Звезды.

## Память
- В честь Горошникова названы улицы в двух городах — Нижнем Тагиле и Красноуфимске.
- Мемориальная доска в память о Горошникове установлена на доме, где он жил[4].
- Имя Горошникова увековечено на обелиске «Солдатам правопорядка» в Нижнем Тагиле[4].
- Имя Горошникова носит спартакиада по прикладным видам спорта, проводящаяся среди нижнетагильских полицейских и Росгвардии[4].